# (73716) 1992 YT3
(73716) 1992 YT3 – planetoida z pasa głównego asteroid okrążająca Słońce w ciągu 3,72 lat w średniej odległości 2,4 j.a. Odkryta 24 grudnia 1992 roku.